# Mönchengladbach Hauptbahnhof
Mönchengladbach Hauptbahnhof – główny dworzec kolejowy w Mönchengladbach, w kraju związkowym Nadrenia Północna-Westfalia, w Niemczech. Obsługuje ruch regionalny oraz międzynarodowy (pociągi do Holandii).